# ディレイン
ディレイン（DELAIN）は、オランダ出身のシンフォニックメタル・バンド。
キーボーディストのマタイン・ヴェスターホルト（元ウィズイン・テンプテーション)を中心に、2002年に結成された。

## 来歴
マタイン・ヴェスターホルトは兄のロバート・ヴェスターホルトと共に、1996年のウィズイン・テンプテーション結成時からバンドの中心となって活動するものの、伝染性単核球症に冒されて、2001年に脱退を余儀なくされてしまう。その後体調は順調に回復してゆき、それと同時に翌年には音楽活動を再開。やがてこれがディレインというプロジェクトへと発展していった。
結成当初はバンド形式だったが、当時のメンバーが揃って脱退したことによって単発に終わる。しかし2005年、マータインが主導となったプロジェクト形式で再興し、本格的に活動を始める。

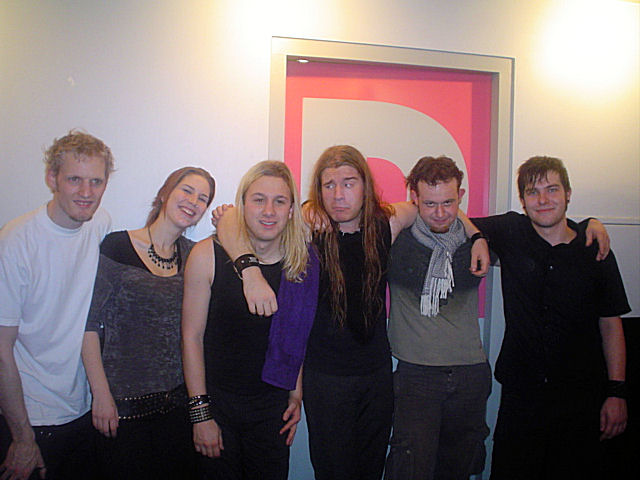
デビュー当時（2006年）

デビュー・アルバム『ルシディティ』のレコーディングは2005年7月に始まり、ロードランナー・レコードとの契約も決まる。2006年9月4日に『ルシディティ』を発表した後は、バンド形式のラインナップとなりツアーを開始した。
2013年、初来日公演。
2021年2月にマタイン・ウェスターホルト（キーボード）を除く全メンバーが脱退。その後、かつて在籍していたギターのロナルド・ランダ（ギター）とドラムのサンダー・ゾアがバンドへ復帰。ベースに、NIGHTLANDやMODERN AGE SLAVERYでギタリストとして活動していたロドヴィコ・シオフィ、ボーカルに、ルーマニア出身でこれまではトランス系の音楽をやっていた女性ボーカリスト・ダイアナ・リアが新たに加入した。

## ラインナップ
※2023年8月時点 

### 現ラインナップ
- ダイアナ・リア (Diana Leah) – ボーカル (2022 -)
- マタイン・ヴェスターホルト (Martijn Westerholt) - キーボード (2002, 2005 - )
- ロナルド・ランダ (Ronald Landa) - ギター (2006-2009, 2021 -)
- ロドヴィコ・シオフィ (Ludovico Cioffi) – ベース (2022 –)
- サンダー・ゾア (Sander Zoer) - ドラムス (2006-2014, 2021 -)

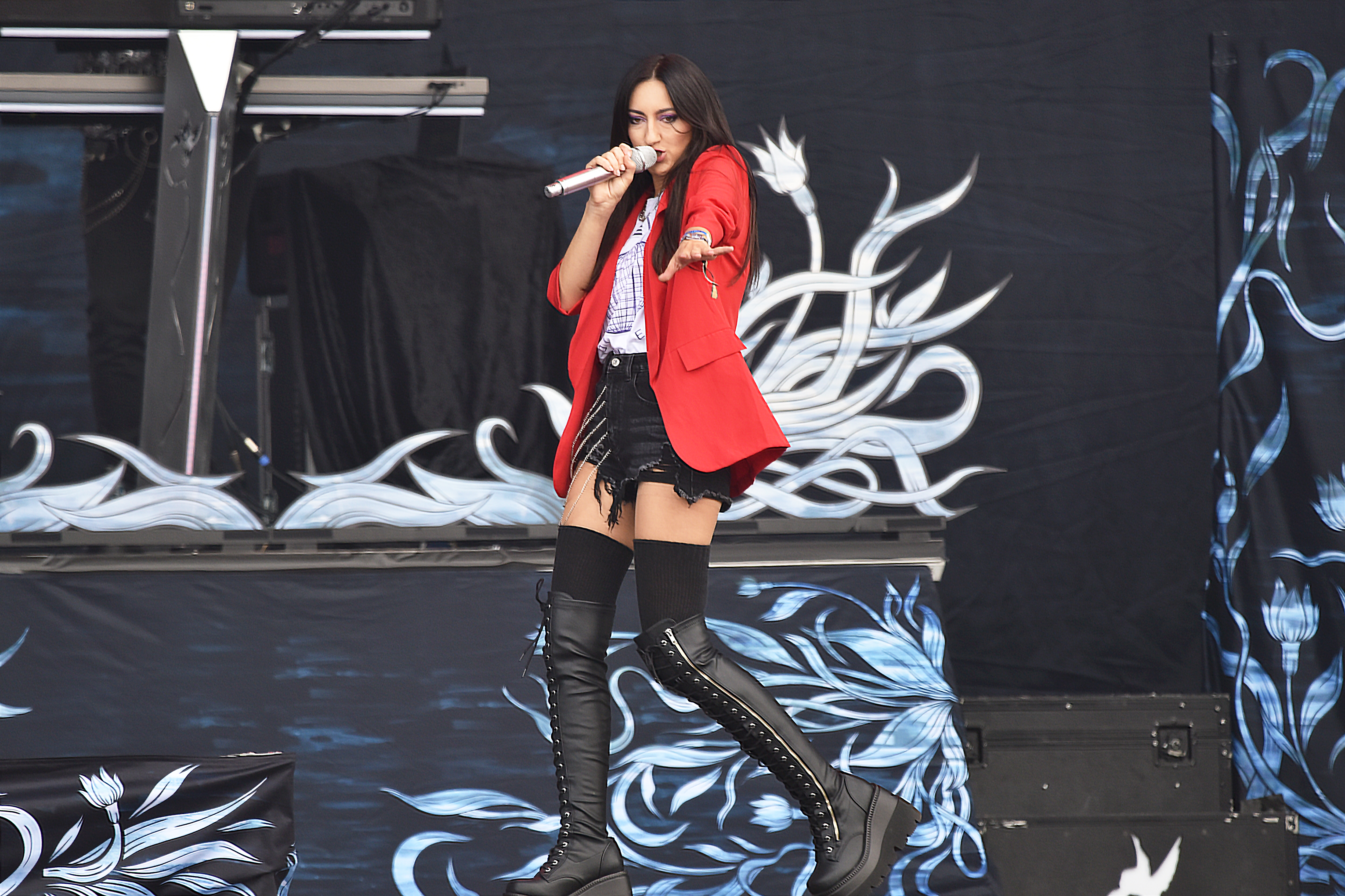
ダイアナ・リア(Vo) 2023年
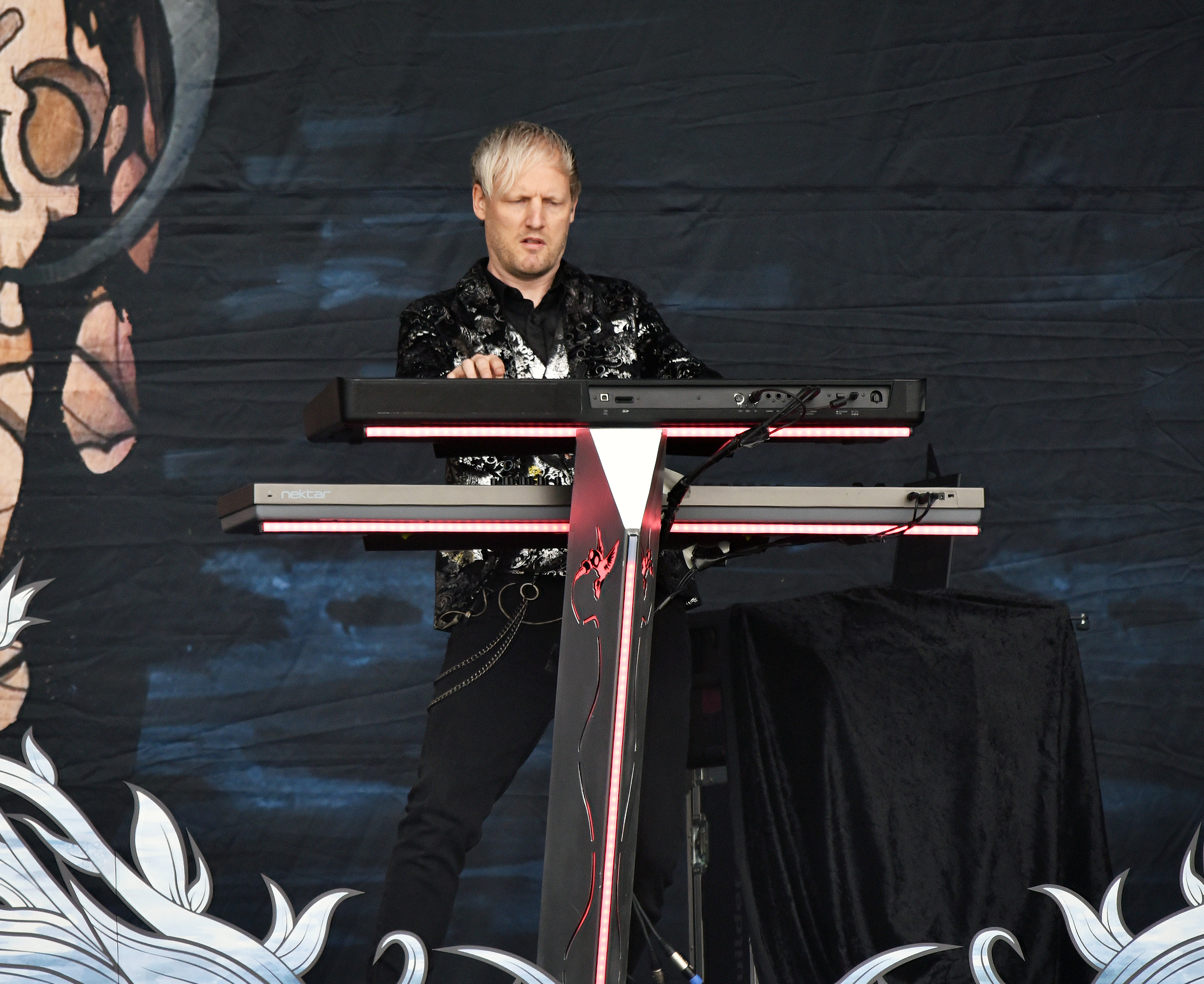
マタイン・ヴェスターホルト(Key) 2023年
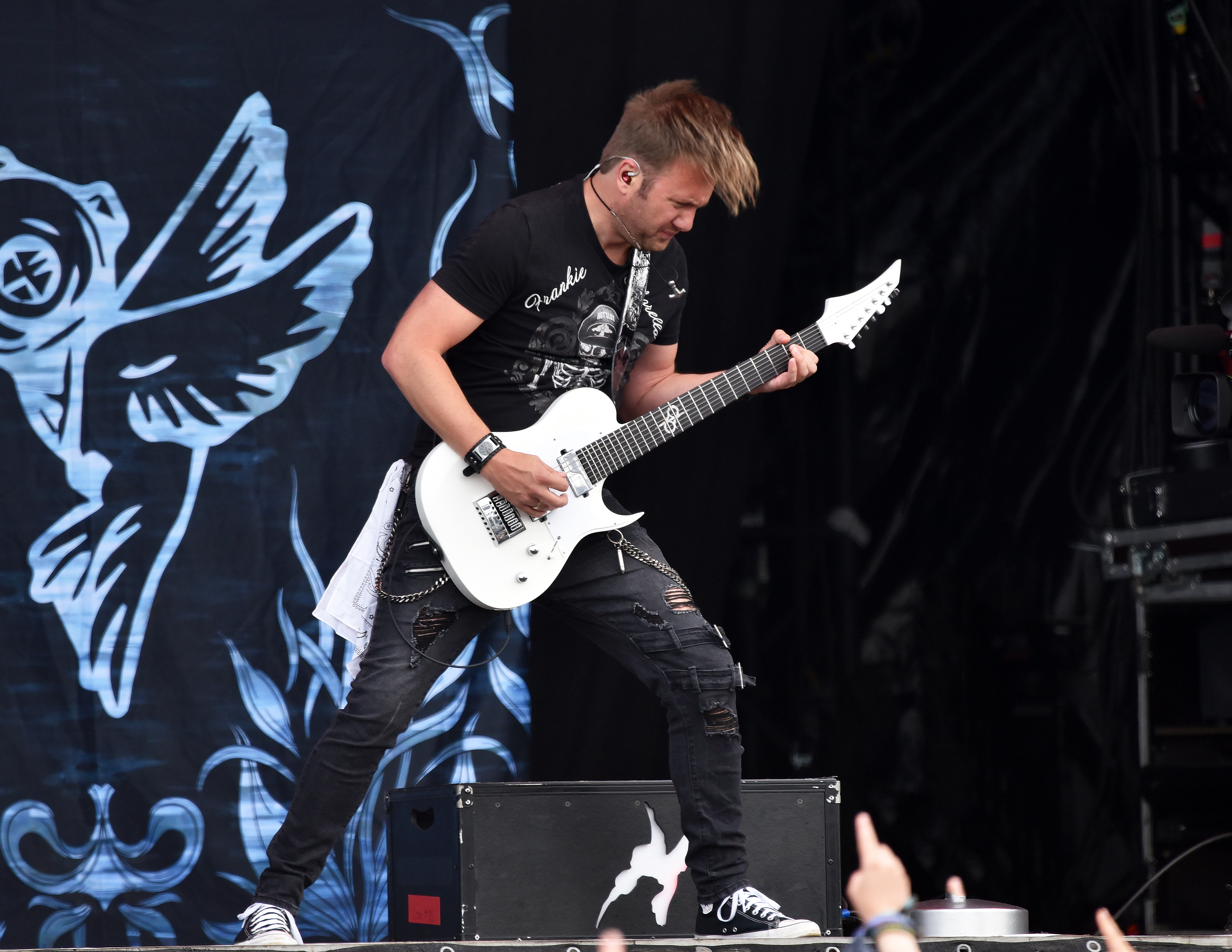
ロナルド・ランダ(G) 2023年
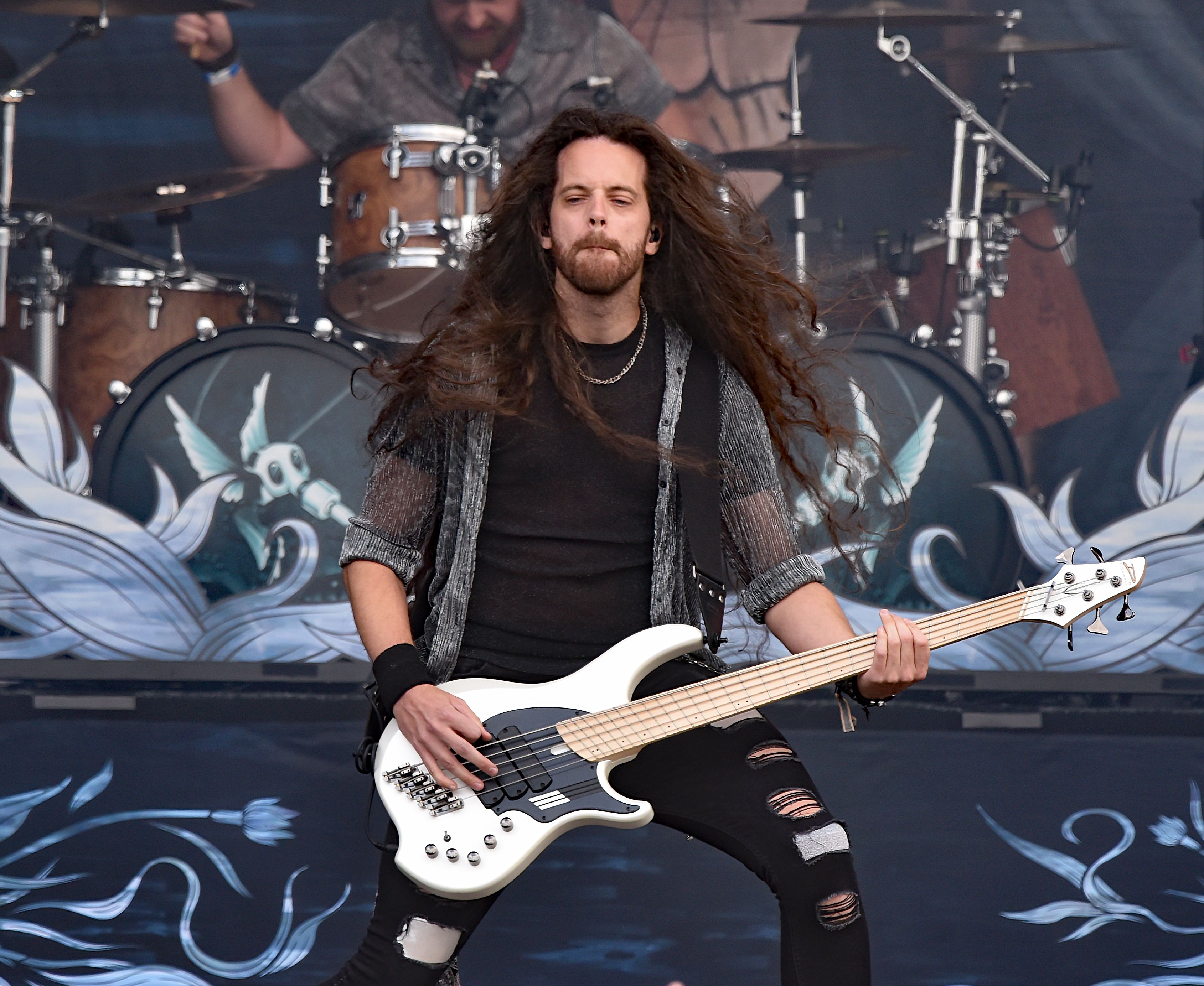
ロドヴィコ・シオフィ(B) 2023年
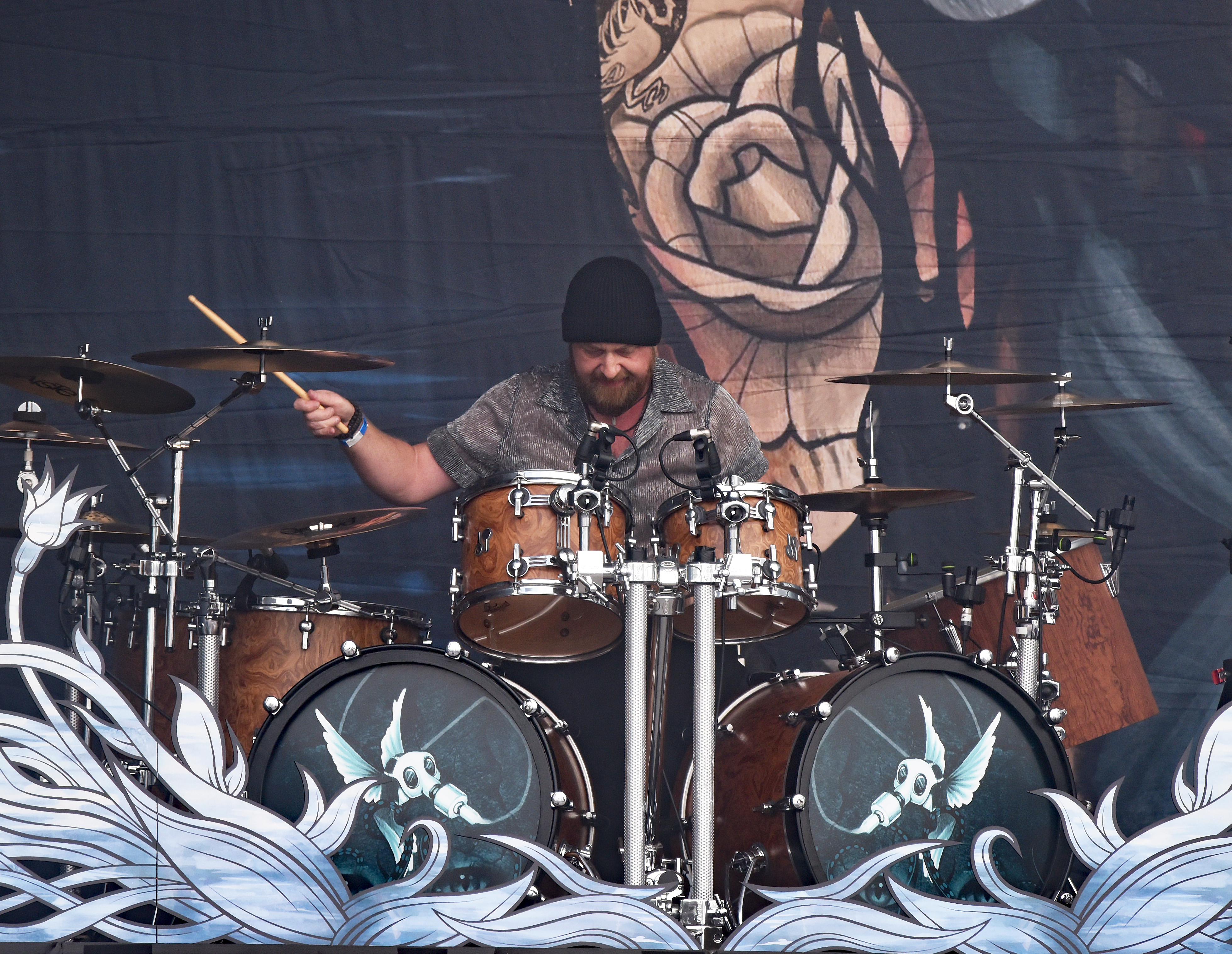
サンダー・ゾア(Dr) 2023年

### 旧メンバー
- アンネ・インヴェルニッツィ (Anne Invernizzi) - ボーカル (2002)
- ロイ・ファン・エンクホイゼン (Roy van Enkhuyzen) - ギター (2002)
- フランク・ファン・デア・メージデン (Frank van der Meijden) - ギター (2002)
- マータイン・ヴィレムセン (Martijn Willemsen) - ベース (2002)
- ティム・クーパー (Tim Kuper) - ドラムス (2002)
- グース・アイケンス (Guus Eikens) - リズムギター (2006-2007)
- レイ・ファン・レンテ (Ray van Lente) - ギター (2006-2007)
- ロブ・ファン・デア・ロー (Rob van der Loo) - ベース (2006-2010)
- エーヴァウト・ピータース (Ewout Pieters) - ギター (2009-2010)
- ルーベン・イズラエル - (Ruben Israel) - ドラムス (サポート2013, 正規2014-2017)
- メレル・ベクトールド - (Merel Bechtold) - ギター (サポート2013-2014, 正規2015-2019)
- シャルロット・ヴェッセルズ (Charlotte Wessels) - ボーカル (2005 - 2021)
- ティモ・ソマーズ - (Timo Somers) - ギター (2011 - 2021)
- オットー・スヒンメルペニンク・ファン・デア・オイエ - (Otto Schimmelpenninck van der Oije) - ベース (2010 - 2021)
- ジョーイ・デ・ボーア - (Joey de Boer) - ドラムス (サポート2017, 正規2018 - 2021)

## ディスコグラフィ

### アルバム
- Lucidity (2006)
- April Rain (2009)
- We Are The Others (2012)
- The Human Contradiction (2014)
- Moonbathers (2016)
- Apocalypse & Chill (2020)

### EP
- Interlude (2013)[6]
- Lunar Prelude (2016)

### シングル
- Frozen (2007)
- See Me in Shadow (2007)
- The Gathering (2008)
- April Rain (2009)
- Stay Forever (2009)
- Smalltown Boy (2010)
- Get the Devil Out of Me (2012)
- We Are the Others (2012)
- Are You Done with Me (2013)
- Stardust (2014)
- The Glory And the Scum (2016)

### デモ
- Amenity (2002)

## 日本公演
- 2013年